# Victor Madsen (geolog)
Victor Christian Madsen, född 2 mars 1865 i Köpenhamn, död där 16 juli 1947, var en dansk geolog.
Madsen blev student 1882 och polyteknisk kandidat 1887. Han företog studieresor inom Skandinavien och till Nederländerna, Belgien, Tyskland, Italien och England samt studerade geologi och paleontologi i Berlin och München. Han blev filosofie doktor 1895 vid Köpenhamns universitet på avhandlingen Istidens Foraminiferer i Danmark og Holsten och var docent i ovannämnda ämnen där 1896-1904. 
Madsen blev assistent vid Danmarks geologiske undersøgelse 1889, statsgeolog där 1892. Han blev 1901 ledamot av kommissionen för denna institution, 1913 dess ordförande och direktör för denna 1917-1937. Madsen var från 1937 Statsministeriets konsulent för efterforskning av råämnen i Danmarks undre jordlager och utgav i samband därmed arbeten över magnetiska och seismiska undersökningar.
Madsens forskning behandlade främst kvartärperiodens avlagringar i Danmark. Utöver ovannämnda doktorsavhandling publicerade han flera beskrivningar till geologiska kartblad. Han höll även många populärvetenskapliga föredrag inom sina ämnen, särskilt i folkuniversitetsföreningarna och blev 1908 sekreterare i kommittén för "folklig universitetsundervisning". År 1924 blev han även redaktör för tidskriften "Frem". 